# Sông A Sáp
Sông A Sáp hay Sê Asap, Xê Asap là dòng thượng nguồn của Sông Sekong trong hệ thống sông Mekong.

## Dòng chảy
Sông A Sáp bắt nguồn từ huyện A Lưới, thành phố  Huế, Việt Nam, và chảy qua muang Kaleum, tỉnh Sekong CHDCND Lào.
Trên đất Việt Nam sông A Sáp dài 47 km, diện tích lưu vực 467 km². Đoạn sông bên Lào dài khoảng 33 km rồi chuyển sang tên Sông Sekong.
Sông A Sáp bắt nguồn từ các suối ở xã Lâm Đớt, huyện A Lưới tại vùng chân đèo Bà Lạch. 16°04′29″B 107°22′07″Đ / 16,074616°B 107,368686°Đ.
Sông chảy về hướng tây bắc đến xã Hồng Thái thì chuyển hướng tây nam 16°14′02″B 107°14′47″Đ / 16,233831°B 107,246303°Đ và chảy qua Lào.
Tại Ban A Moy, muang Kaleum, tỉnh Sekong sông hợp lưu với các dòng Se Lon và houay Asam thành Sông Sekong.16°01′56″B 107°01′23″Đ / 16,032195°B 107,022918°Đ.
Tại thung lũng A Lưới sông tiếp nhận các phụ lưu đáng chú ý, như sông Tà Rinh, suối A Lin,...

## Thủy điện
Thủy điện A Lưới có công suất lắp máy 170 MW với 2 tổ máy, khởi công tháng 06/2007 hoàn thành tháng 6/2012, xây dựng tại vùng đất huyện A Lưới, thành phố Huế. Thủy điện A Lưới có hồ nước ở thượng nguồn sông A Sáp, chuyển nước qua đường hầm và đường ống áp lực dài gần 12 km dẫn nước tới nhà máy thủy điện tại xã Hồng Hạ 16°16′28″B 107°21′31″Đ / 16,274325°B 107,358548°Đ và xả nước ra sông Bồ.. Tên ban đầu của công trình là thủy điện A Sáp.
Thủy điện A Lin là nhóm thủy điện xây dựng trên suối A Lin và sông Rào Trăng ở vùng đất xã Trung Sơn huyện A Lưới và xã Phong Xuân huyện Phong Điền, thành phố Huế. Năm 2020 cụm thủy điện A Lin - Rào Trăng có 4 bậc với tổng công suất lắp máy 89 MW. Đập chính của bậc Thủy điện A Lin B1 trên suối A Lin 16°18′43″B 107°08′55″Đ / 16,311886°B 107,1487°Đ ở xã Trung Sơn huyện A Lưới, chuyển nước sang nhà máy xả nước ra Rào Trăng và sông Bồ.